# Suzana und Daciana Vlad

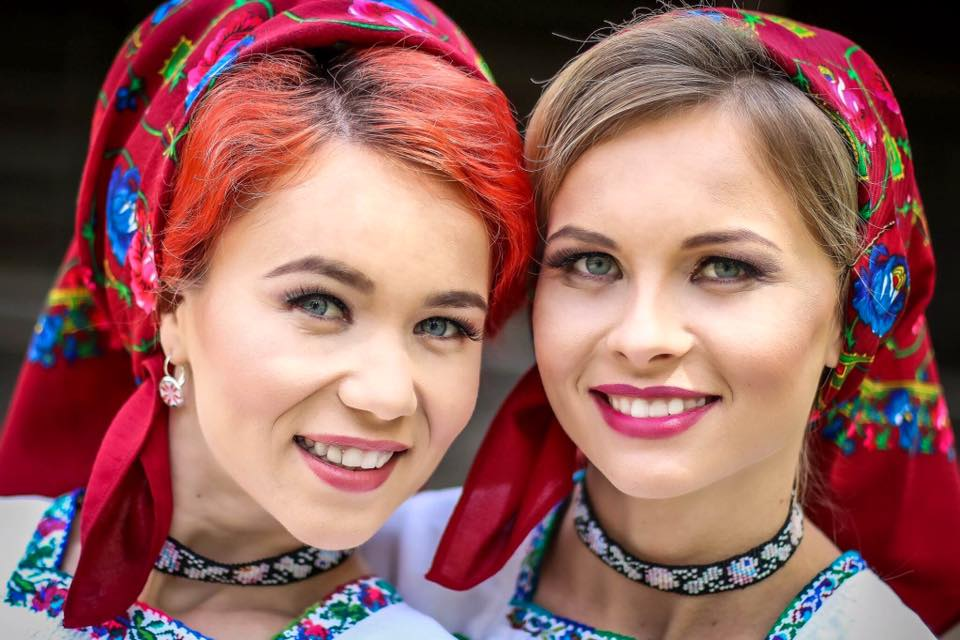
Suzana und Daciana Vlad

Suzana und Daciana Vlad (Gemenele Suzana și Daciana Vlad) bilden ein rumänisches Vokalduo, welches Volksmusik aus der Region Maramureș interpretiert. Es besteht aus den Schwestern Suzana Vlad (* 8. Mai 1991 in Săliștea de Sus, Kreis Maramureș) und Daciana Vlad (* 8. Mai 1991 in Săliștea de Sus, Kreis Maramureș).

## Leben und Karriere
Die Zwillingsgeschwister Suzana und Daciana Vlad wuchsen in ihrem Heimatdorf Săliștea de Sus auf und besuchten das pädagogische Gymnasium in Sighetu-Marmației. Bereits in jungen Jahren erhielten sie Gesangsunterricht von ihrem Vater und sammelten mit sieben Jahren erste Bühnenerfahrungen. Daciana erwarb neben einem Abschluss in Journalismus der Universität Bukarest einen Master in Ethnologie, Kulturanthropologie und Folklore. Zurzeit ist sie als Doktorandin an der Babeş-Bolyai-Universität in Cluj-Napoca eingeschrieben. Suzana absolvierte die Musikakademie Gheorghe Dima und studierte danach in Cluj-Napoca. Bereits während ihres Studiums arbeiteten sie mit verschiedenen rumänischen Foklore-Ensembles und anderen Künstlern, z. B. Laurențiu Cazan, zusammen. Ihr Musikstil ist durch traditionelle Elemente der nordrumänischen Region Maramureș geprägt, allerdings wagte sich das Duo auch an Cover der internationalen Hits Djadja von Aya Nakamura und Bella Ciao. Das Duo tritt in Musikvideos und bei TV-Auftritten in typischer handgewebter Tracht der Maramureș auf. Sie betreiben zudem einen Online-Shop, in dem sie eine eigene Modekollektion mit handgemalten folkloristischen Motiven vertreiben.

## Diskografie
- 2015: Mândru ninge în astă sară
- 2019: Bate ceasu' nu stă-n Loc
- 2020: Sub fereastra la om bun